# E-business
E-business er anvendelse og udnyttelse af IT til at understøtte en virksomheds aktiviteter. E-handel er en delmængde af e-business.
Copenhagen Business School har en kandidatgrad i e-business. Det er en to-årig overbygningsuddannelse, hvor studerende med forskellige bacheloruddannelser tilgår e-business ud fra tekniske, forretningsmæssige og policy/juridiske fag.
| Skole | Spire Denne artikel om en skole, en uddannelsesinstitution eller uddannelse er en spire som bør udbygges. Du er velkommen til at hjælpe Wikipedia ved at udvide den. |